# Alfred Hertz

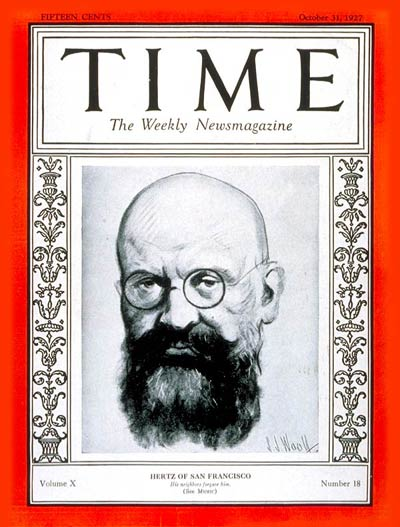
Alfred Hertz sulla copertina di Time, 1927

Alfred Hertz (Francoforte sul Meno, 15 luglio 1872 – San Francisco, 17 aprile 1942) è stato un direttore d'orchestra tedesco.

## Biografia
Dopo aver studiato al conservatorio di Francoforte sul Meno ed aver iniziato l'attività artistica in Germania, si trasferì negli Stati Uniti  dove iniziò a dirigere opere di Wagner alla Metropolitan Opera di New York. Alcune delle opere da lui dirette vennero incise, in via sperimentale, da Lionel Mapleson, e poi riversate su LP. Successivamente divenne direttore della San Francisco Symphony Orchestra, dove rimase dal 1915 al 1930 ricevendo apprezzamenti ed una copertina sulla rivista Time.
Hertz diresse la prima registrazione della San Francisco Symphony, per la Victor Talking Machine Company, dal 1925 al 1930. Diresse pure il primo concerto radiotrasmesso agli inizi del 1926. Nel 1928, apparve come direttore d'orchestra nel film Jazz Mad, diretto da F. Harmon Weight. Dopo il 1930, Hertz tornò diverse volte a guidare la San Francisco Symphony come direttore ospite. Hertz passò la maggior parte degli ultimi anni a Berkeley, ma morì a San Francisco all'età di 69 anni.